# Квирквелия, Манучар
Манучар Квирквелия (груз. მანუჩარ კვირკველია); 12 октября 1978, Озургети, Грузинская ССР, СССР (ныне в Грузии) — грузинский борец греко-римского стиля, чемпион олимпийских игр, чемпион мира, чемпион Европы  .

## Биография
Начал заниматься борьбой в родном городе, позднее переехал в Тбилиси, где стал заниматься в Динамо. 
В 2002 году завоевал «серебро» чемпионата Европы и «бронзу» чемпионата мира. В 2003 году на чемпионате Европы был лишь пятым, но зато завоевал звание чемпиона мира. В том же году на розыгрыше Кубка мира остался четвёртым.  
На Летних Олимпийских играх 2004 года в Афинах боролся в категории до 66 килограммов (полусредний вес). Участники турнира, числом в 20 человек, были разделены на шесть групп, в каждой из которых борьба велась по круговой системе. Победители в группах выходили в четвертьфинал, где боролись по системе с выбыванием после поражения. Проигравшие занимали места соответственно полученным в схватках квалификационным и техническим баллам. Манучар Квирквелия в первой схватке проиграл, а во второй ударил Армена Варданяна, за что немедленно был дисквалифицирован и снят с соревнований.  
| Круг         | Соперник       | Страна  | Результат | Основание                                                              | Время схватки |
| ------------ | -------------- | ------- | --------- | ---------------------------------------------------------------------- | ------------- |
| 1 (группа E) | Сереф Ероглу   | Турция  | Поражение | 1-11 (за явным преимуществом) (1 технический, 1 квалификационный балл) | 6:00          |
| 2 (группа E) | Армен Варданян | Украина | Поражение | Дисквалификация                                                        |               |

После олимпийских игр перешёл из полусреднего в средний вес. 
В 2005 году был восьмым на чемпионате Европы и десятым на чемпионате мира. В 2006 году завоевал бронзовые медали чемпионатов мира и Европы. В 2007 году стал чемпионом Европы, остался восьмым на розыгрыше Кубка мира и двадцатым на чемпионате мира. В 2008 году снова был восьмым на Кубке мира, занял второе место на Золотом Гран-при и победил на предолимпийском отборочном турнире. 
На Летних Олимпийских играх 2008 года в Пекине боролся в категории до 74 килограммов (средний вес). В турнире участвовали 20 человек. Турнир проводился по системе с выбыванием после поражения с утешительными схватками. Борцы по жребию делились на две группы, в первой группе было восемь спортсменов, начинавших борьбу с 1/8 финала, во второй группе двенадцать, из которых четверо начинали борьбу с 1/8 финала, а восемь борцов проводили квалификационные встречи за право попасть в 1/8 финала. Те спортсмены, которые не проиграли ни одной схватки, выходили в финал, где разыгрывали первое и второе место. Борцы, которые проиграли финалистам, начинали бороться в утешительном турнире, по результатам которых определялись два бронзовых призёра, по одному в каждой группе. Другими словами, борец, проиграв схватку в любом круге турнира, выбывал не сразу, а ожидал результатов встречи своего победителя в следующем круге. Например, борец проиграл в 1/8, его победитель выходил в четвертьфинал. Если его победитель в четвертьфинале проигрывал, то борец выбывал сразу, а его победитель отправлялся в утешительный турнир. Если же его победитель в четвертьфинале вновь побеждал, то борец встречался в утешительной встрече с проигравшим в четвертьфинале и так далее. Схватка по правилам состояла из трёх периодов по две минуты; победивший в двух периодах выигрывал встречу. Манучар Квирквелия оказался гораздо сильнее своих соперников, три из четырёх встреч закончил с явным преимуществом, а одну, которая перешла в третий период, закончил чисто, положив соперника на лопатки, и стал чемпионом олимпийских игр. 
| Круг       | Соперник           | Страна   | Результат | Основание                | Время схватки |
| ---------- | ------------------ | -------- | --------- | ------------------------ | ------------- |
| 1/8 финала | Кристоф Гено       | Франция  | Победа    | 5-0, 5-0 (победа всухую) | 3:22          |
| 1/4 финала | Константин Шнейдер | Германия | Победа    | 3-0, 5-0 (победа всухую) | 4:00          |
| 1/2 финала | Петер Бачи         | Венгрия  | Победа    | 2-1, 5-2, 3-0 (туше)     | 4:31          |
| Финал      | Чан Юнсян          | Китай    | Победа    | 7-0, 3-0 (победа всухую) | 3:39          |

В 2009 году остался пятым на турнирах Cristo Lutto и Золотом Гран-при, а на чемпионате мира был лишь 21-м. В 2010 снова был пятым на Золотом Гран-при, на чемпионате мира остался 14-м. В 2011 году был вторым на турнире памяти Дана Колова — Николы Петрова и вторым же на турнире памяти Гиви Картозия и Вахтанга Балавадзе, а на чемпионате мира был 15-м. В 2012 году был только 16-м на турнире памяти Дана Колова — Николы Петрова, на олимпийские игры не квалифицировался.
В конце 2012 года завершил спортивную карьеру и занялся бизнесом. В декабре 2014 года был избран президентом Национальной федерации борьбы Грузии. Находился на этой должности до 2016 года.

## Награды
- Президентский орден «Сияние» (Грузия)